# 西部礦業
西部礦業股份有限公司 (上交所：601168) 是一家中國西北地區的大型礦業公司，主要從事銅、鉛、鋅、鐵、錳、金、銀礦產的勘探、開採、冶煉、加工及銷售。公司總部設在青海省西寧市。
西部礦業是目前中國最大的鉛、鋅、銅礦山生產企業，旗下擁有四座鉛鋅礦山及三座銅礦山，並實質性取得海外多項資源和能源項目的勘探和開採權。

2007年，西部礦業A股在上海證券交易所上市。
因在脱贫攻坚战中作出突出贡献，2021年2月25日全国脱贫攻坚总结表彰大会上，西部矿业被授予“全国脱贫攻坚先进集体”。
7月16日，西部矿业股份有限公司锌业分公司生产的“西矿”牌锌锭成功通过上海期货交易所交割品牌注册。

## 連結
- 西部礦業股份有限公司